# 艾氏角星珊瑚
艾氏角星珊瑚（学名：Goniastrea edwardsi）为菊珊瑚科角星珊瑚屬下的一个种。